# Demistoclides Batista
Demistóclides Batista (Cachoeiro do Itapemirim, 18 de outubro de 1925- Rio de Janeiro, 5 de julho de 1993) foi um advogado, ferroviário, político, professor e sindicalista brasileiro. Destacou-se no movimento sindical, tendo sido presidente do Sindicato dos Ferroviários da Leopoldina. Por apoiar João Goulart, foi um dos primeiros atingidos pelo Ato Institucional Número Um.

## História
Filho e neto de ferroviários, Demistóclides Batista nasceu em Cachoeiro do Itapemirim em 18 de outubro de 1925. Aos 16 anos ingressa na ferrovia enquanto dirige a Casa do Estudante de Cachoeiro. Após um breve período lecionando história no Liceu Muniz Freire, Batistinha (como ficou conhecido) ingressa no PCB em 1954, tendo sido eleito presidente do Sindicato dos Ferroviários da Estrada de Ferro Leopoldina (embora tenha sido proibido por Getúlio Vargas de assumir o cargo, sendo liberado apenas na gestão de Juscelino Kubitschek em 1955). Nesse período, lidera greves dos ferroviários por melhores condições de trabalho em 1954, 1957 e 1960 ganhando notoriedade por sua liderança sindical, mesmo sendo abertamente comunista (o que o levou a ser preso diversas vezes ao longo da vida). Em 1958 forma-se em direito pela Faculdade de Direito da Universidade Federal do Espírito Santo e especializa-se em direito previdenciário.
Após a renúncia de Jânio Quadros, ocorre a crise sucessória onde parte dos meios políticos e militares tenta impedir a posse do seu vice João Goulart. Batistinha participa da Campanha da Legalidade, conduzindo um trem especial da RFFSA (Trem da Legalidade) com mais de 3 mil ferroviários durante viagem de 12 dias, quando a ferrovia encontra-se em greve. Com a posse de Goulart, o movimento é extinto.
Em 1962 (após o PCB se ver mais uma vez na clandestinidade) filia-se ao PST e concorre a deputado federal pelo Rio de Janeiro, sendo eleito com 38 mil votos.  Com o acirramento da crise política, ocorre o Golpe de Estado no Brasil em 1964 ocorrido entre 31 de março e 1 de abril. No dia 10 de abril, Batistinha é um dos 100 primeiros políticos  a ter os seus direitos políticos cassados pelo Ato Institucional Número Um. Com isso, Batistinha deixa o Brasil e exila-se no Uruguai.
Em 1966 retorna clandestinamente ao Brasil, refugiando-se em São Paulo. Após investigações do DOPS Paulista (que já o fichara com o prontuário 145975 ), foge para o Rio onde é preso em 1967. Com a decretação do Ato Institucional Número Cinco Batistinha é acusado de subversão e enquadrado pela Lei de Segurança Nacional, sendo condenado a 2 anos de prisão, cumpridos no presídio de Ilha Grande.
Após ser solto, dedica-se a advocacia trabalhista até 1979, quando a lei de anistia lhe permite retomar os direitos políticos. Em 1979 se torna um dos membros fundadores do Partido dos Trabalhadores (PT) e nas Eleições estaduais no Rio de Janeiro em 1986 é lançado ao senado. Apesar de receber quase 237 mil votos, fica apenas em sétimo lugar.

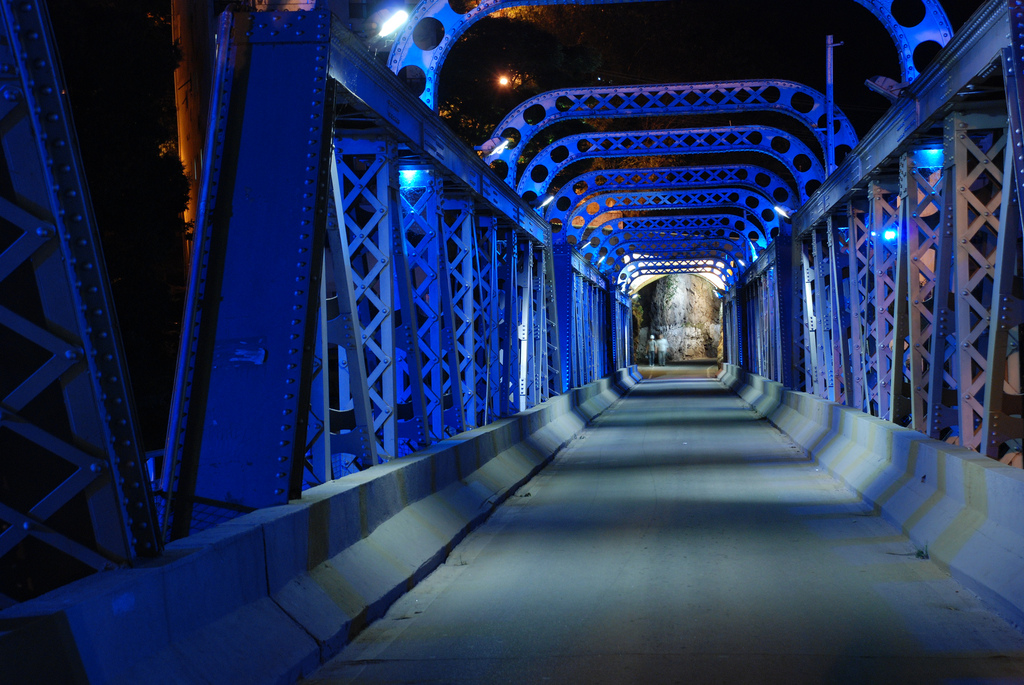
Ponte de Ferro Demistóclides Batista, Cachoeiro do Itapemirim.

No final da década de 1980 notabiliza-se por se posicionar contrário ao processo de privatização da RFFSA e da estadualização da CBTU -RJ. Em 1991 foi agraciado coma Medalha Pedro Ernesto pela Câmara Municipal do Rio de Janeiro. Batistinha acabou morto por 3 criminosos, em circunstâncias misteriosas, em 5 de julho de 1993 no Rio de Janeiro.
Em sua homenagem, a prefeitura de Cachoeiro do Itapemirim rebatizou a ponte de ferro da cidade de Ponte Demistóclides Batista.
A Câmara dos Deputados, em sessão especial, devolveu o mandato de Batistinha e dos demais deputados cassados na Ditadura em dezembro de 2012.